# Le Casse-cou
Pour plus de détails, voir Fiche technique et Distribution.
Le Casse-cou (Viva Knievel!) est un film américain réalisé par Gordon Douglas, sorti en 1977. Il s'agit d'un film biographique sur Evel Knievel, cascadeur à moto, qui joue son propre rôle.

## Fiche technique
- Titre : Le Casse-cou
- Titre original : Viva Knievel!
- Réalisation : Gordon Douglas
- Scénario : Antonio Santean, Norman Katkov et Antonio Santean
- Musique : Charles Bernstein
- Photographie : Fred Jackman Jr.
- Montage : Harold F. Kress
- Production : Stan Hough
- Société de production : Sherrill C. Corwin Productions
- Société de distribution : Warner Bros. (États-Unis)
- Pays de production :  États-Unis
- Genre : action, aventure et biopic
- Durée : 106 minutes
- Dates de sortie : 
  - États-Unis : 1er juin 1977
  - France : 10 août 1977

## Distribution
- Evel Knievel : lui-même
- Gene Kelly : Will Atkins
- Lauren Hutton : Kate Morgan
- Red Buttons : Ben Andrews
- Leslie Nielsen : Stanley Millard
- Cameron Mitchell : Barton
- Frank Gifford : Frank Gifford
- Eric Olson : Tommy Atkins
- Sheila Allen : sœur Charity
- Albert Salmi : Cortland
- Dabney Coleman : Ralph Thompson
- Ernie F. Orsatti : Norman Clark
- Sidney Clute : Andy
- Robert Tafur : le gouverneur Garcia
- Marjoe Gortner : Jessie

## Accueil
Le film a reçu la note de 1,5/5 sur AllMovie.